# Grito de Alerta
"Grito de Alerta" é uma canção de MPB composta pelo arranjador Gonzaguinha e lançada em 1979 pela cantora Maria Bethânia no seu famoso álbum Mel.

## Informações
Gonzaguinha, o compositor e letrista da canção, obteve inspiração para a criação através de uma história vivida pelo cantor Agnaldo Timóteo, grande amigo seu. Foi o próprio Agnaldo que contou a Gonzaguinha a história em uma madrugada. Agnaldo estava vivendo um romance perturbado com Paulo Cesar Souza, cheio de desencontros e brigas. Comovido, Gonzaguinha escreveu "Grito de Alerta", canção com uma personagem cheio de dores graças ao amor, e que clama ao amado por paz no relacionamento.
Porém, antes de Agnaldo saber da existência da canção, Gonzaguinha a entregou para a cantora Maria Bethânia, que no ano anterior gravara com sucesso "Explode Coração" do compositor. Bethânia incluiu "Grito de Alerta" no álbum Mel de 1979, abrindo o lado B do LP. A canção de tema homoafetivo ganhou interpretação intensa e dramática pela cantora, responsável por outras canções de personagens que se entregam intensamente ao amor, e tornou-se logo um grande sucesso dela e um dos maiores êxitos do bem sucedido álbum. "Grito de Alerta" acabou entrando na trilha sonora da novela "Água Viva", exibida pela Rede Globo no ano seguinte.
Quando Agnaldo Timóteo ficou sabendo da canção, Bethânia já tinha a gravado. Irritado por não ter sido o primeiro a gravar a canção cuja história era sobre ele, acabou sendo o segundo a gravar. Sua versão foi adicionada ao álbum Deixe-me Viver, mas não conseguiu destaque. No próximo ano foi Gonzaguinha quem a gravou no seu álbum De Volta ao Começo. Outras versões surgiram em 2001 por Emílio Santiago e em 2004 por Bruno e Marrone.